# Nepenthes attenboroughii
Espèce
Classification phylogénétique
Statut de conservation UICN

 CR B1ab(v)+2ab(v) : 
En danger critique
Nepenthes attenboroughii est une espèce de plantes à fleurs de la famille des Népenthacées. C'est une plante carnivore spermaphyte espèce endémique du mont Victoria sur l'île de Palawan, aux Philippines. Pouvant atteindre 150 centimètres de haut, elle est une des plus grandes espèces de son genre, son urne (ou pichet) pouvant atteindre 30 centimètres de haut pour un diamètre mesurant jusqu'à seize centimètres.
Elle est en danger critique d'extinction (CR) selon l'Union internationale pour la conservation de la nature (UICN) et est reprise en 2012 par le même organisme dans la liste des 100 espèces les plus menacées. Sa répartition est restreinte ; elle se situe uniquement entre 1 500 et 1 726 m d'altitude sur l'étage montagnard du mont Victoria.

## Appellation
Découverte en 2007 et nommée en 2009 par Alastair Robinson, Stewart McPherson et Volker Heinrich, Nepenthes attenboroughii se compose de deux noms, Nepenthes pour le genre et l'épithète attenboroughii pour l'espèce. L'épithète spécifique provient du nom de famille Attenborough et commémore plus particulièrement le naturaliste David Attenborough,,.
Elle fait ainsi partie de la vingtaine d'autres espèces ou genres portant le nom du naturaliste. Il est connu dans le monde pour avoir réalisé des documentaires sur l'écologie et la nature en général pour les chaînes télévisées BBC et BBC Two ; c'est pour avoir permis à des millions de téléspectateurs de prendre conscience de la nature qu'on lui accorde son nom à des espèces ou genres. Il aurait par ailleurs sensibilisé la jeune Greta Thunberg à travers ses documentaires.

## Description
Cette espèce de Nepenthes fait partie des plus grandes de son genre, son urne (ou pichet), campanulé ou tubulé, pouvant mesurer jusqu'à 30 cm de haut et faire 16 cm de diamètre. Cette plante peut atteindre une hauteur de 150 cm. Son couvercle est très petit en comparaison de sa taille et est assez droit. Sa rosette est composée de nombreuses feuilles de taille variée ; celles situées sur la tige sont plus grandes et peuvent mesurer une quarantaine de centimètres.
L'urne inférieure peut être campanulée ou tubulée et mesure trente centimètres de hauteur pour seize centimètres de diamètres à hauteur de la bouche.
Elle digère insectes et arthropodes dans le but de s'alimenter en sources azotées. Un mammifère de type rongeur a déjà été observé dans les grandes urnes de cette plante.
Elle se rapproche morphologiquement de N. mira, située dans le nord-ouest de l'île, et de N. rajah, située sur l'île de Bornéo.

## Répartition
N. attenboroughii n'est présente que sur l'île de Palawan, une île toute en longueur séparant l'archipel philippin de Bornéo. Elle pousse sur les sols rocheux ultramafiques de l'étage montagnard du mont Victoria et sur des sols granulaires et inorganiques, situé dans la municipalité de Narra, au centre de l'île, et est isolée de trois autres espèces du genre situées également sur l'île : N. deaniana, N. mantalingajanensis et N. mira.
En 2010, cette espèce n'est connue que dans le centre de l'île Palawan aux Philippines, plus précisément sur les hauteurs du mont Victoria. Son habitat semble restreint aux sols rocheux ultramafiques (notamment sur de la serpentinite). Elle y pousse à des altitudes comprises entre environ 1 500 m et le sommet, à 1 726 m d'altitude.

## Découverte
Dans les années 1990 et au début des années 2000, trois chercheurs (non mentionnés) partent plusieurs fois sur l'île de Palawan en expédition et découvrent différentes espèces de Nepenthes, N. mira et N. mantalingajanensis. Durant ces expéditions fructueuses, ils passeront sur les hauteurs du mont Victoria et noteront la présence d'une espèce de Nepenthes jusque là inconnue, se distinguant des autres espèces de l'île par sa taille et sa forme mais aussi par sa situation géographique à plus de 1 500 mètres d'altitude. Ils écartent ainsi la possibilité d'une mutation ou d'un écotype d'une des espèces déjà présentes sur l'île et suggèrent un nouveau taxon non décrit.